# Lacconectus shaverdoae
Lacconectus shaverdoae är en skalbaggsart som beskrevs av Michel Brancucci 2005. Lacconectus shaverdoae ingår i släktet Lacconectus och familjen dykare. Inga underarter finns listade i Catalogue of Life.